# International Shooting Sport Federation
L'International Shooting Sport Federation (in italiano Federazione internazionale sport del tiro), nota anche con l'acronimo ISSF, è la federazione mondiale del tiro, sia tiro a segno che tiro a volo. È stata fondata nel 1907. Ha sede a Monaco di Baviera ed è affiliata al CIO. Dal 2022 è presieduta dall'italiano Luciano Rossi.
L'organismo dal 1907 al 1920 è stato denominato Union Internationale des Fédérations et Associations nationals de Tir, mentre dal 1920 al 1998 Union Internationale de Tir.

## Manifestazioni organizzate
- Giochi olimpici[2] - Ogni quattro anni
- Campionati mondiali di tiro (ISSF World Shooting Championships)[3] - Ogni quattro anni
- Coppa del mondo di tiro (ISSF World Cup)[4] - Quattro volte in un anno
- Finali della Coppa del mondo di tiro[5] - Una volta ogni anno
- Campionati europei di tiro (ISSF European Shooting Championships)[6] e le altre manifestazioni continentali

### Presidenti
I presidenti sono stati i seguenti.
| Periodo   | Presidente       | Nazione  |
| --------- | ---------------- | -------- |
| 1907—1925 | Daniel Mérillon  | Francia  |
| 1927—1947 | Jean Carnot      | Francia  |
| 1947—1960 | Erik Carlsson    | Svezia   |
| 1960—1976 | Karl Hasler      | Svizzera |
| 1976—1980 | Georgios Vikhos  | Grecia   |
| 1980—2018 | Olegario Vázquez | Messico  |
| 2018—2022 | Vladimir Lisin   | Russia   |
| 2022-     | Luciano Rossi    | Italia   |